# Hasenmoor
Hasenmoor ist eine Gemeinde im Kreis Segeberg in Schleswig-Holstein. Fuhlenrüe, Hegebuchenbusch, Jabbob, Tannenhof, Wiesenhof und Wolfsberg liegen im Gemeindegebiet.

## Geografie und Verkehr
Hasenmoor liegt etwa 6 km östlich von Bad Bramstedt an der Bundesstraße 206 von Itzehoe nach Lübeck. Westlich verläuft die Bundesautobahn 7 von Hamburg nach Schleswig.

## Geschichte
Erstmals wurde Hasenmoor im alten Kieler Stadtbuch der Jahre 1264 bis 1289 erwähnt, als Häusergruppe „Wolfesberch“ (heute Wolfsberg). Gegen Ende des 16. Jahrhunderts wurden die ersten Schäfereien erwähnt.
Seit 1870 bildet Hasenmoor zusammen mit dem heutigen Ortsteil Fuhlenrüe eine Gemeinde.
Durch den erheblichen Anteil an Heide- und Moorgebieten, bot Hasenmoor seinen Einwohnern bis zum Anfang des 20. Jahrhunderts neben Ackerbau eine gute Möglichkeit zur Haltung von Schafen. Große Flächen wurden nach 1900 durch neue Agrar-Techniken als Ackerland oder Wiesen gewonnen, oder auch mit Baumbestand (Tannen) aufgeforstet. Nach dem Ersten Weltkrieg wurde 1919 die das Königsmoor trockgelegt und Torf als Brennmaterial für das Elektrizitätswerk Neumünster abgebaut, da Koks und Kohle als Reparationszahlungen an die Alliierten abgegeben werden mussten. Der Brenntorf wurde über eine Feldbahn aus dem Moor gefahren und über Großenaspe nach Neumünster verladen. Bis zur Einstellung des Torfabbaus Ende der 1960er Jahre wurden ca. 800.000 Tonnen Brenntorf abgebaut. Seit 1976 wird das ehemalige Moor zur Renaturierung wieder bewässert und ist nach FFH-Richtlinie geschützt.

## Politik

### Gemeindevertretung
Bei der Kommunalwahl 2023 errang die CDU erneut alle elf Sitze in der Gemeindevertretung. Die Wahlbeteiligung betrug 47,7 Prozent.

### Wappen
Blasonierung: „Von Grün und Gold schräglinks geteilt. Oben ein sitzender goldener Feldhase, unten fünf schwarze Grasbüschel.“

## Wirtschaft
Das Gemeindegebiet ist überwiegend landwirtschaftlich geprägt, es gibt jedoch auch einige Gewerbebetriebe.
Der durch das Werner-Rennen bekannte Flugplatz Hartenholm liegt im Gemeindegebiet. Das Gelände an der Bundesstraße wurde in den 1950er Jahren vom Grundbesitzer, Baumschulen-Besitzer Lüth, zum öffentlichen Flugplatz ausgebaut und durch dessen eigens dafür gegründete Firma Nordflug GmbH betrieben. Sehr bald hatte die Nordflug eine private Flugschule und ein Flugplatzrestaurant und später, als die Firma mehrfach die Gesellschafter gewechselt hatte, auch eine Flugzeugvertretung nebst Handel und Werkstatt.

## Natur
Auf dem Gemeindegebiet befindet sich das als FFH-Gebiet Hasenmoor naturgeschützte Königsmoor.

## Persönlichkeiten
- Kurt Böge (1926–2009), Landwirt und Politiker (CDU), Mitglied des Landtags von Schleswig-Holstein
- Reimer Böge (* 1951),  Diplom-Agraringenieur und Politiker (CDU), Mitglied des Europäischen Parlaments